# Kontuar

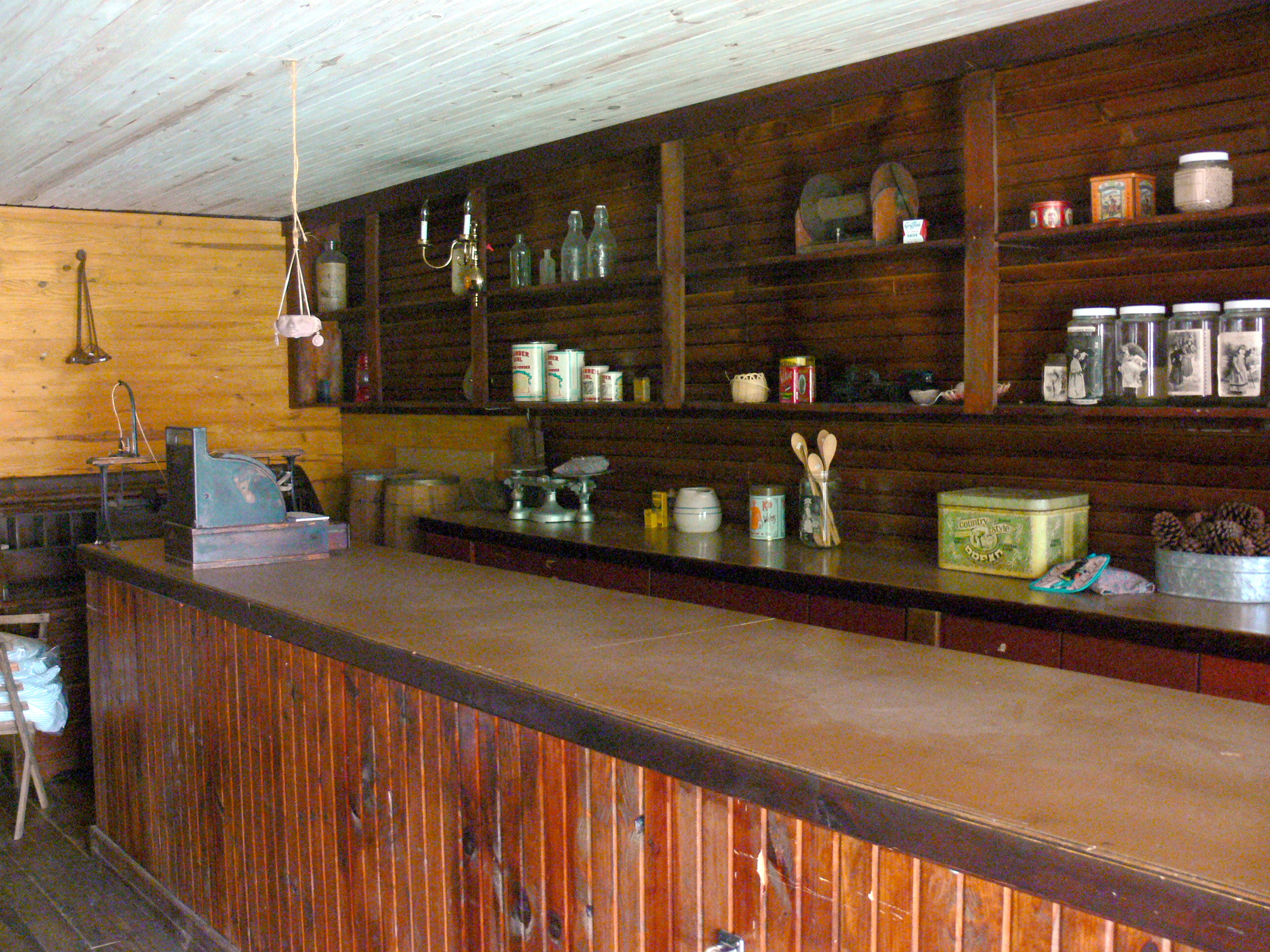
Kontuar

Kontuar – mebel, lada oddzielająca sprzedawcę (w sklepie) lub barmana (w barach) od klientów. Kontuar posiada kształt dużego stołu, często z szufladami lub podręcznymi półkami. Służy do podawania towarów.